# Coccinella transversalis

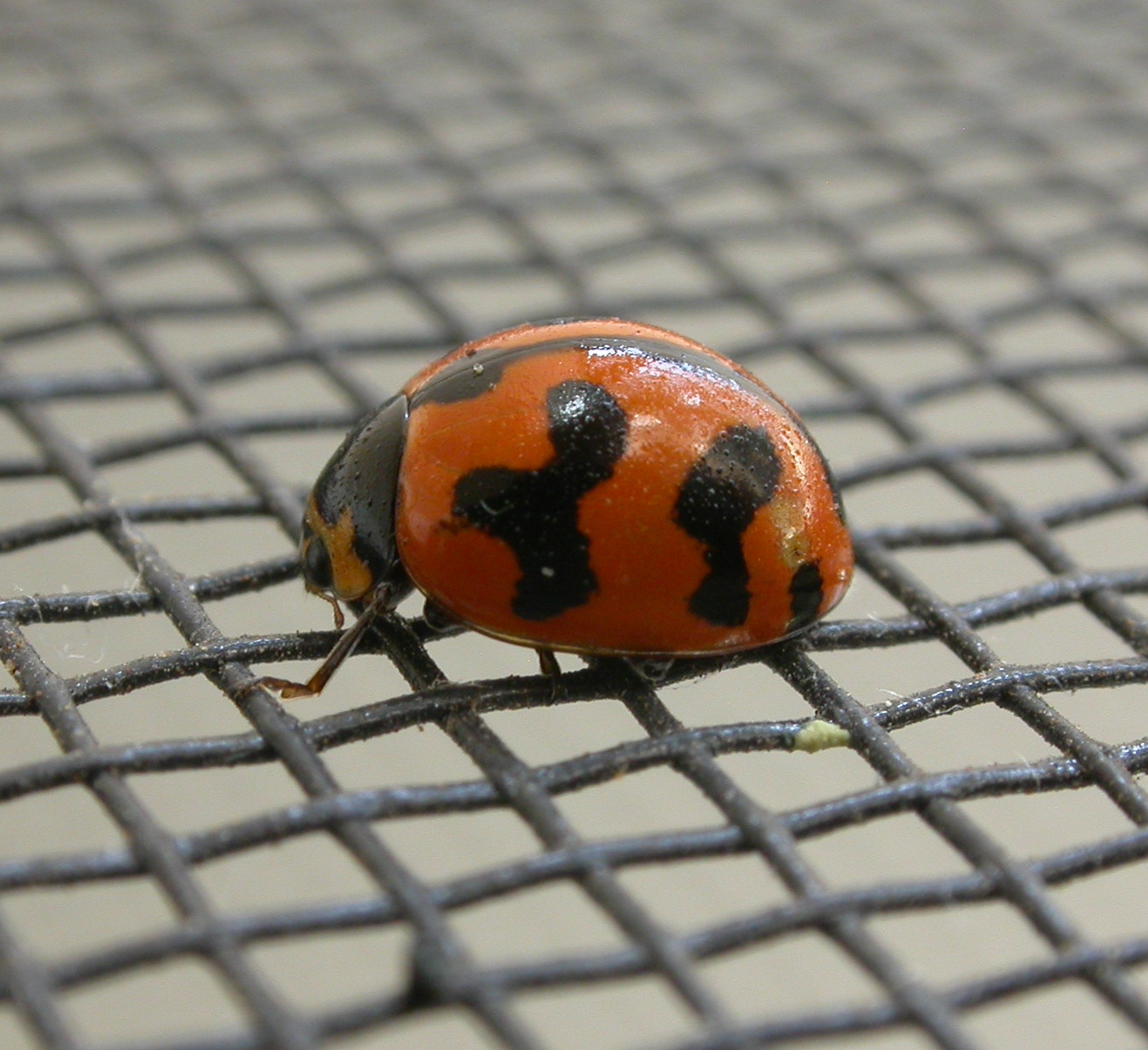
Lateralansicht

Coccinella transversalis ist ein Käfer aus der Familie der Marienkäfer (Coccinellidae).

## Merkmale
Die Käfer erreichen eine Länge von 3,8 bis 6,7 Millimetern und eine Breite von 3,3 bis 5,5 Millimetern. Die Körperform ist länglich oval und gewölbt. Der Kopf ist schwarz, zwei cremegelbe nahezu dreieckige Flecke befinden sich an der Innenseite der Facettenaugen. Der Halsschild ist schwarz, die anterolateralen Ecken sind cremefarben bis orange. Das Scutellum ist schwarz. Die Deckflügel sind karminrot, orange oder gelb. Unterhalb des Scutellums befindet sich ein ovaler schwarzer Fleck. Ein großer schwarzer dreilappiger Fleck befindet sich auf dem humeralen Callus. Ein schwarzes Querband verläuft auf dem hinteren Drittel des Deckflügels, es erreicht jedoch den Außenrand nicht. Drei kleinere schwarze apikale Punkte – ein suturaler und zwei lateral gelegene – sind normalerweise zu einem Querband verschmolzen. Entlang der Flügelnaht verläuft ein unregelmäßiger schwarzer Streifen. Die Zeichnungselemente sind variabel, sie können reduziert sein oder zusammenlaufen.

## Verbreitung
Die Käfer sind von Süd- und Südostasien bis Australien verbreitet und dort in vielen Gegenden der am häufigsten vorkommende Marienkäfer. Sie kommen in vielen Teilen Indiens, in Sri Lanka, Nepal, Bangladesch, China, Südostasien, Japan, Australien, Tasmanien und Neuseeland vor.

## Biologie
Die Imagines und die Larven leben räuberisch und ernähren sich von Röhrenblattläusen (Aphididae) wie der Erbsenlaus, Zwergzikaden (Cicadellidae), Röhrenschildläusen (Ortheziidae) und Blattflöhen (Psyllidae). Weiterhin zählen zwei Eulenfalterlarven (Helicoverpa armigera und Spodoptera litura) zum bisher festgestellten Beutespektrum. Populationen können während des gesamten Jahres angetroffen werden. Im Süden Indiens leben die Käfer von Juli bis September. 
Zu den Feinden von Coccinella transversalis zählen Parasitoide wie die Marienkäfer-Brackwespe (Dinocampus coccinellae), verschiedene Erzwespenarten der Gattung Tetrastichus und ektoparasitisch lebende Milbenarten der Gattung Coccipolipus.